# VW Golf VI
| Sterne im Euro-NCAP-Crashtest |

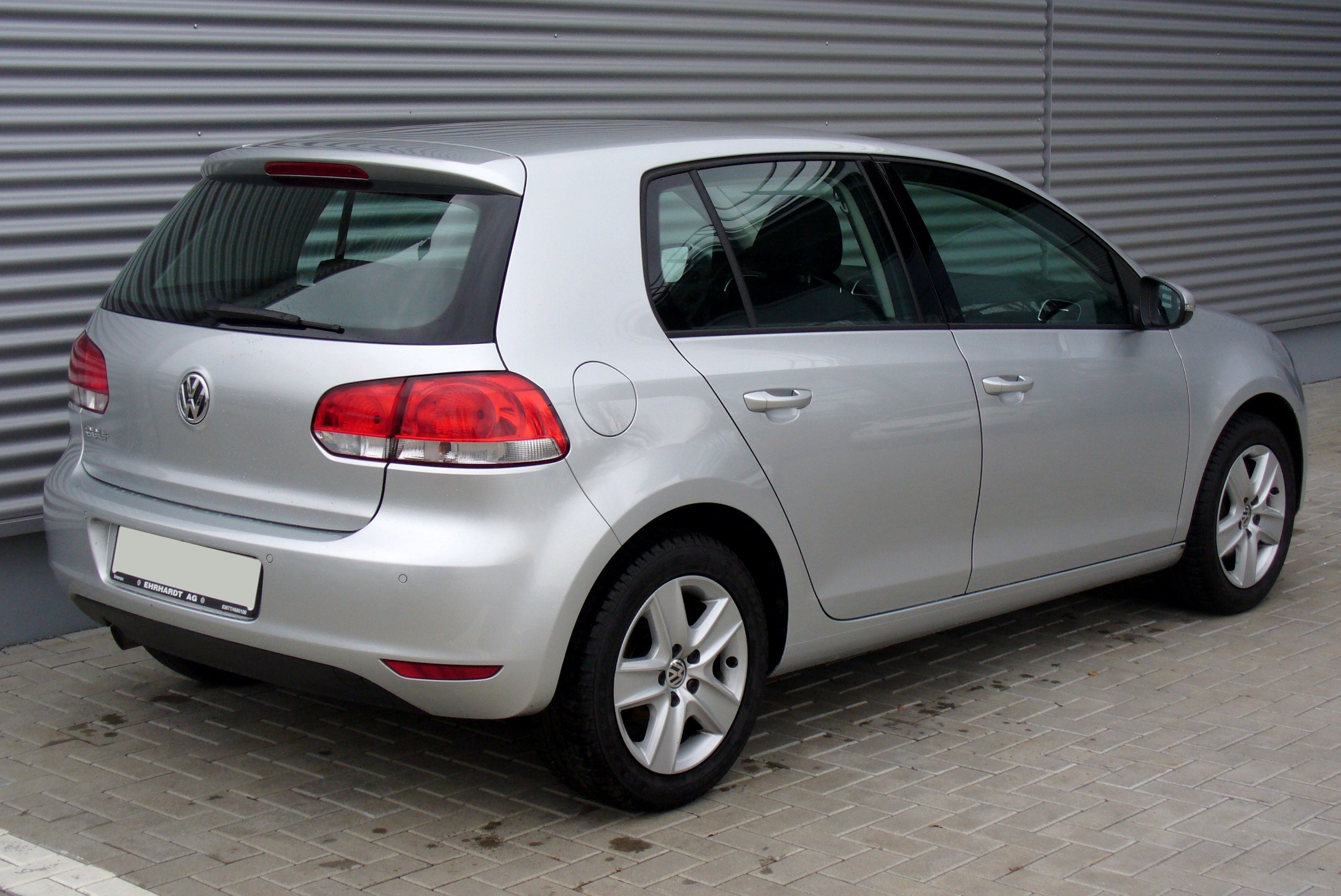
Heckansicht

Der VW Golf VI (Typ 1K) ist offiziell die sechste Baureihe des Personenkraftwagens VW Golf. Er ist faktisch nur eine überarbeitete Version des Vorgängers VW Golf V. Er kam im Oktober 2008 auf den Markt; von ihm wurden 2.850.000 Exemplare gebaut.
Im November 2012 wurde der Golf VI in Deutschland durch den VW Golf VII ersetzt; dieser basiert auf einer neuentwickelten Plattform („MQB“).
Der Golf VI entspricht auf Grundlage der konzerninternen Plattform A5 (PQ35) weitgehend dem Golf V. Verändert wurden technische Details und die Gestaltung. Als Karosserievarianten gibt es (wie beim Golf V) außer der Kompaktlimousine den Kompaktvan Golf Plus und den Kombi Golf Variant und seit dem Frühjahr 2011 auch das neuentwickelte Golf Cabriolet.

## Modellgeschichte

### Allgemeines
Im Oktober 2008 wurde der Golf VI vorgestellt. Im Vergleich zu seinem Vorgänger, dem VW Golf V, sind die Front- und Heckpartie überarbeitet und Türen, Dach sowie Scheinwerfer und Heckleuchten geringfügig geändert. Es wurden die Stoßleisten an den Türen entfernt. Das Lenkrad sowie die Bedienelemente für Klimaanlage und Radio wurden geändert. Die Sicherheitsausstattung wurde um einen Knieairbag für den Fahrer erweitert. Zudem ist die Schalldämmung des Innenraums besser als beim Vorgänger.
Dies wird durch eine Dämmungsfolie in der Frontscheibe sowie durch bessere Dichtungen an den Türen und Seitenscheiben erreicht.
Wesentliche Änderung war bei den Dieseln die komplette Umstellung der Motorenpalette vom Einspritz-System Pumpe-Düse auf Commonrail, was die Diesel erheblich laufruhiger machte. Dieser Motorentyp ist Bestandteil des großflächigen Diesel-Betrugs.
Die beim Golf IV eingeführte blaue Instrumentenbeleuchtung wurde auf Weiß geändert.
Beim Euro-NCAP-Crashtest erreichte die Limousine fünf Sterne beim Insassenschutz (36 von 37 Punkten). In der Bewertung der Kindersicherheit wurden vier von fünf Sternen erreicht (41 von 49 Punkten). Beim Fußgängerschutz bekam der Golf mit 22 von 36 Punkten drei der möglichen vier Sterne. Andere Karosserievarianten wurden nicht bewertet.
Anfang 2012 kam es wegen Fehlern in den Einspritzleitungen bei Fahrzeugen mit 2.0-TDI Motor zu einer Rückrufaktion von rund 300.000 VW-Fahrzeugen (Modelle Eos, Golf, Jetta, Passat, Scirocco, Tiguan und T5).
Am 10. November 2012 kam der Nachfolger Golf VII als zwei- sowie viertürige Kombilimousine mit Heckklappe auf den Markt. Der Golf VI wurde in dieser Ausführung noch bis Dezember 2012 produziert.

### Ausstattung

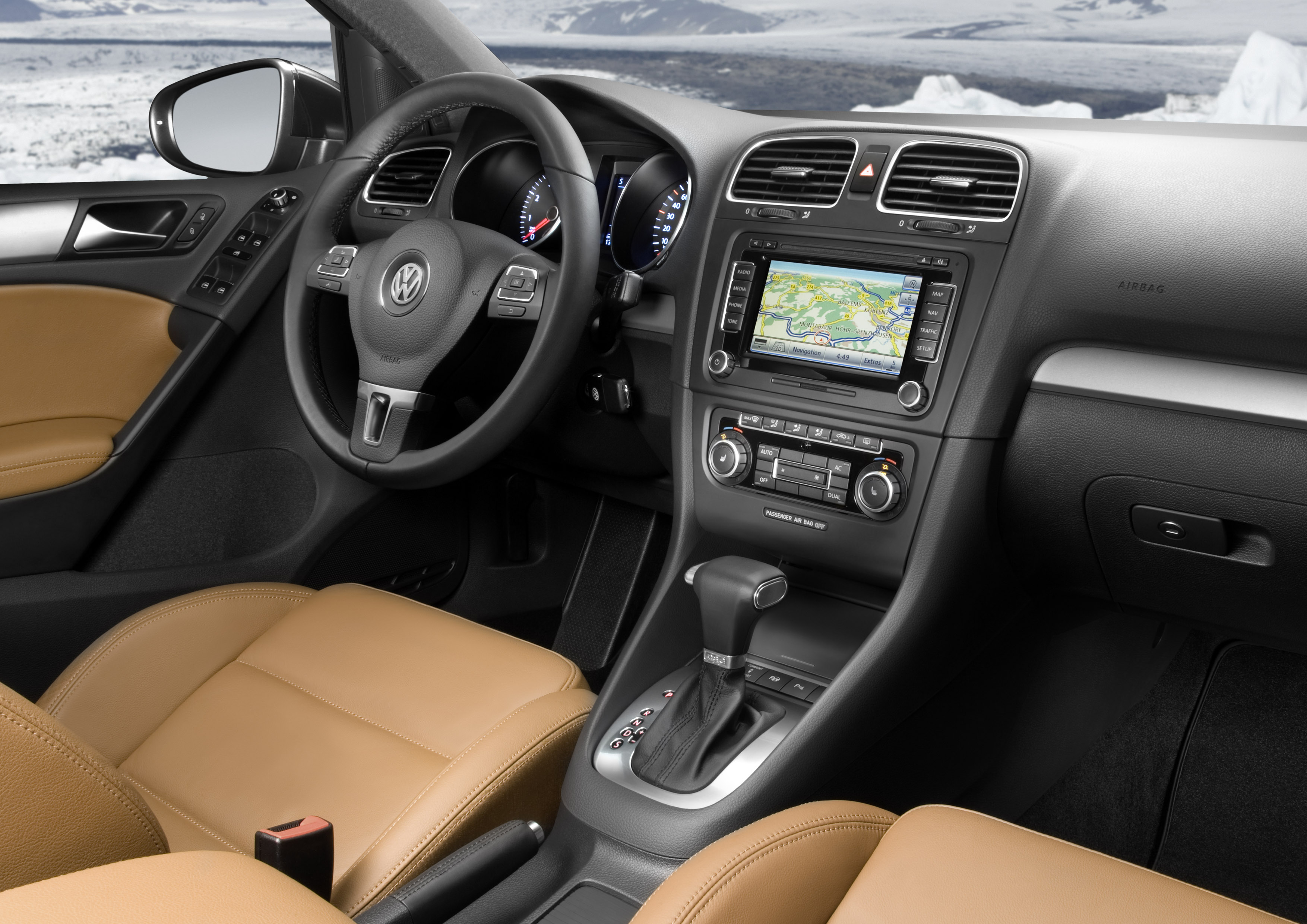
Golf mit 7-Gang-Automatikgetriebe

Die Wagen sind mit zwei Frontairbags, zwei Seitenairbags vorn und Kopf-Schulter-Airbags für die seitlichen Fensterflächen und einem Knie-Airbag für den Fahrer ausgestattet; Seitenairbags hinten waren verfügbar.
Gewählt werden konnte ein Parklenkassistent, in Verbindung damit auch eine Rückfahrkamera. Weiterhin die adaptive Fahrwerksregelung DCC ('Dynamic Chassis Control') zur automatischen Verstellung der Stoßdämpfer und ein indirektes Reifendruckkontrollsystem. Bi-Xenon-Scheinwerfer waren als Sonderausstattung bestellbar, sie wurden in Verbindung mit dynamischem Kurvenlicht angeboten. Ebenso als Sonderausstattung konnten die Rückleuchten mit LED-Technik geordert werden (Serie bei Golf R, ab 2012 Serie bei Golf GTI und GTD).
Die einfachste Ausstattungslinie heißt Trendline. Sie enthält die Klimaanlage Climatic, eine Multifunktionsanzeige, elektrisch einstell- und beheizbare Außenspiegel, elektrische Fensterheber vorn und ein Heckscheibenwischer. Zur technischen Serienausstattung zählen ein Berganfahrassistent, Antiblockiersystem (ABS), Fahrdynamikregelung (ESP) mit Antriebsschlupfregelung (ASR), elektronisches Sperrdifferential (EDS), Servolenkung, Tagfahrlicht und eine Zentralverriegelung, die sich über den Schlüssel steuern lässt.
Die mittlere Linie mit dem Namen Comfortline bietet unter anderem Sitze mit Lendenwirbelstütze und Höheneinstellung auch für den Beifahrer, eine Einparkhilfe vorn und hinten sowie ein CD-Radio mit vorderen Lautsprechern.
Die höchste Ausstattungsvariante Highline enthält beheizte Sportsitze vorn, die Klimaautomatik Climatronic mit getrennter Temperatureinstellung für Fahrer und Beifahrer, Nebelscheinwerfer mit statischem Kurvenlicht sowie 17-Zoll-Leichtmetallräder mit breiteren Reifen.

## Sondermodelle
Für den Golf VI gab es im Laufe der Zeit einige Sondermodelle:
Zwischen Dezember 2009 und Dezember 2010 wurde das Sondermodell TEAM angeboten, das auf der Ausstattungslinie Comfortline basiert. Zur Serienausstattung zählen unter anderem abgedunkelte Scheiben ab der B-Säule, Parklenkassistenten, 16-Zoll-Alufelgen, Sitzheizung und Tempomat. Zu erkennen ist dieses Modell am Schriftzug auf der C-Säule.
Im Januar 2011 wurde der Golf TEAM durch das Sondermodell STYLE ersetzt, welches nunmehr auf der Basisversion Trendline basiert. Der STYLE unterscheidet sich vom normalen Golf beispielsweise durch an den B-Säulen angebrachte Plaketten sowie durch die schwarz lackierten Außenspiegel, Winterpaket, Licht- und Sichtpaket, Nebelscheinwerfer, Klimaanlage „Climatronic“ sowie weiteren Ausstattungsdetails.
Der STYLE wurde im Dezember 2011 vom Sondermodell MATCH abgelöst. Auch dieses basiert auf der Basisversion Trendline und bietet einen ähnlichen Ausstattungsumfang wie das vorangehende Sondermodell.
Zeitgleich wurde der Golf move eingeführt, der nur mit einigen schwächeren Motoren kombiniert werden konnte. Äußerliche Merkmale des move waren der Kühlergrill und die Nebelscheinwerfer, die beide mit Chrom verziert waren. Zudem waren die Rückleuchten abgedunkelt. Der Schriftzug befindet sich auf den C-Säulen.
Mit einer Auflage von ca. 4100 Fahrzeugen rollte im Mai 2010 der Golf GTI adidas vom Band. Dieser enthielt den gleichen Motor wie der normale GTI, jedoch einige Zusatzausstattungen, wie zum Beispiel Bi-Xenon-Scheinwerfer, abgedunkelte R-LEDs vom Golf R, 18-Zoll-Leichtmetallräder, Türeinstiegsleisten und Teilledersitze im adidas-Design. Der GTI adidas war nur in den Farben Unischwarz, Tornadorot und Oryxweiß verfügbar.
Seit Juni 2011 gab es ein Sondermodell zum 35-jährigen Jubiläum des Golf GTI. Der GTI Edition 35 ist äußerlich unter anderem an geänderten Stoßfängern und den „35“-Schriftzügen an den Kotflügeln zu erkennen. Im Innenraum findet sich die Zahl an Kopfstützen, Sitzmittelbahnen und Einstiegsleisten wieder. Als Motor kommt nicht der aus dem Standard-GTI bekannte 2,0-Liter-Turbobenziner (EA888) zum Einsatz, sondern der ebenfalls mit 2 Litern Hubraum und Turbolader ausgestattete Vorgängermotor (EA113), der nun aber 172 kW (235 PS) anstatt der 155 kW (210 PS) des normalen GTI leistet. Der EA113 wird mit 199 kW (270 PS) auch im Golf R eingebaut und ist mit einem Zahnriemenantrieb der Nockenwellen ausgestattet, wohingegen der EA888 einen Kettentrieb besitzt.

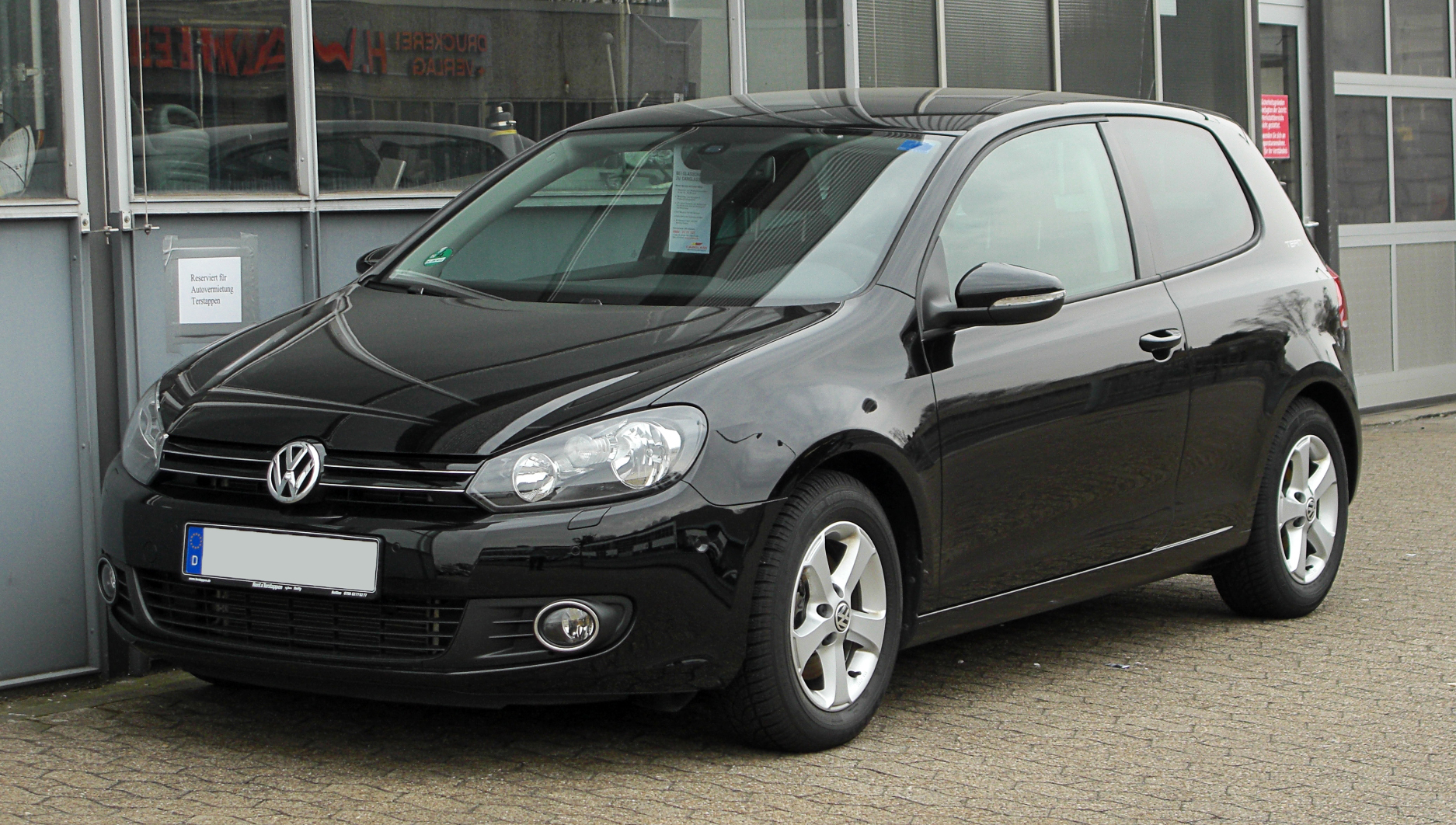
VW Golf TEAM (2009–2010)
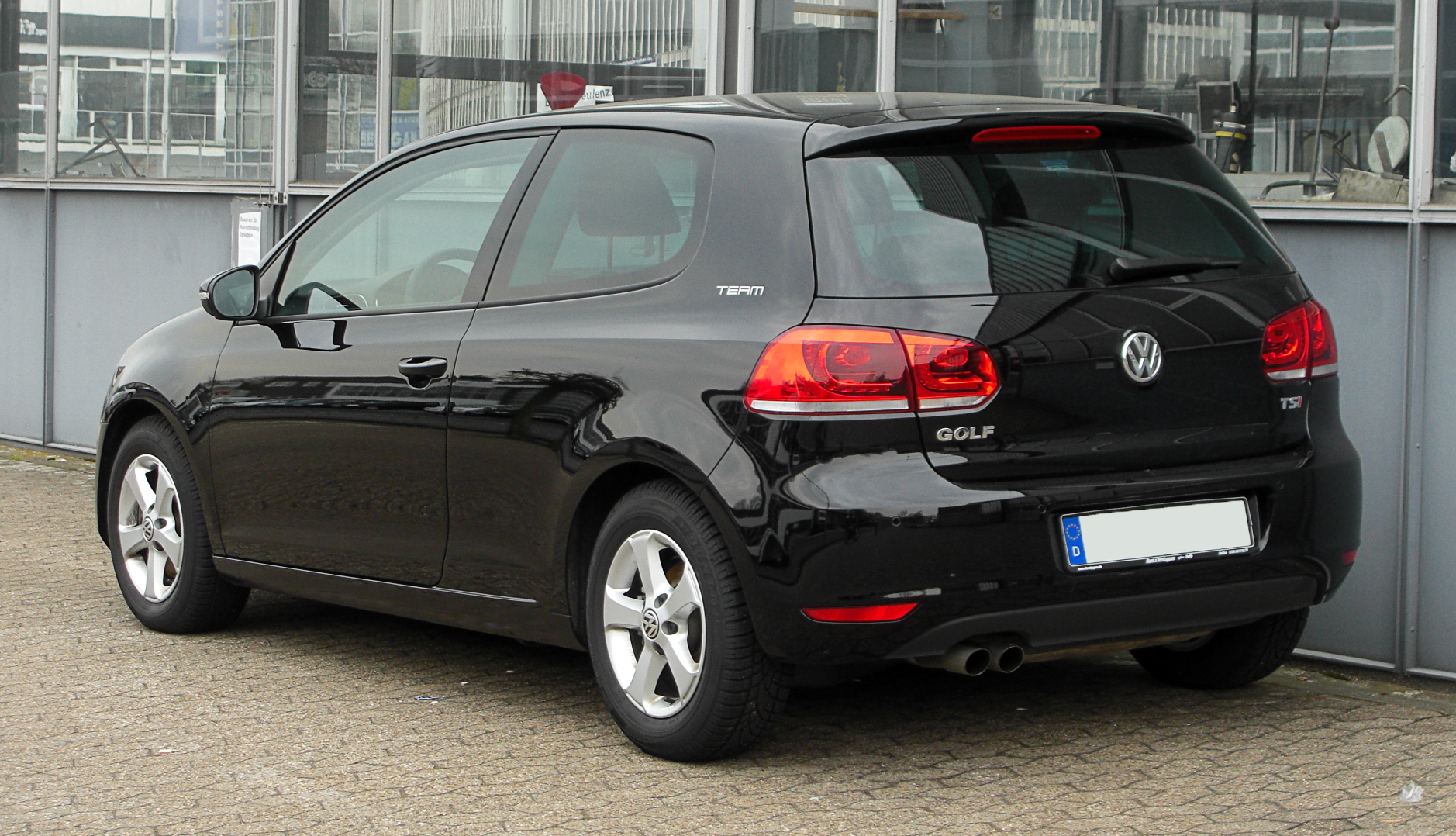
Heckansicht
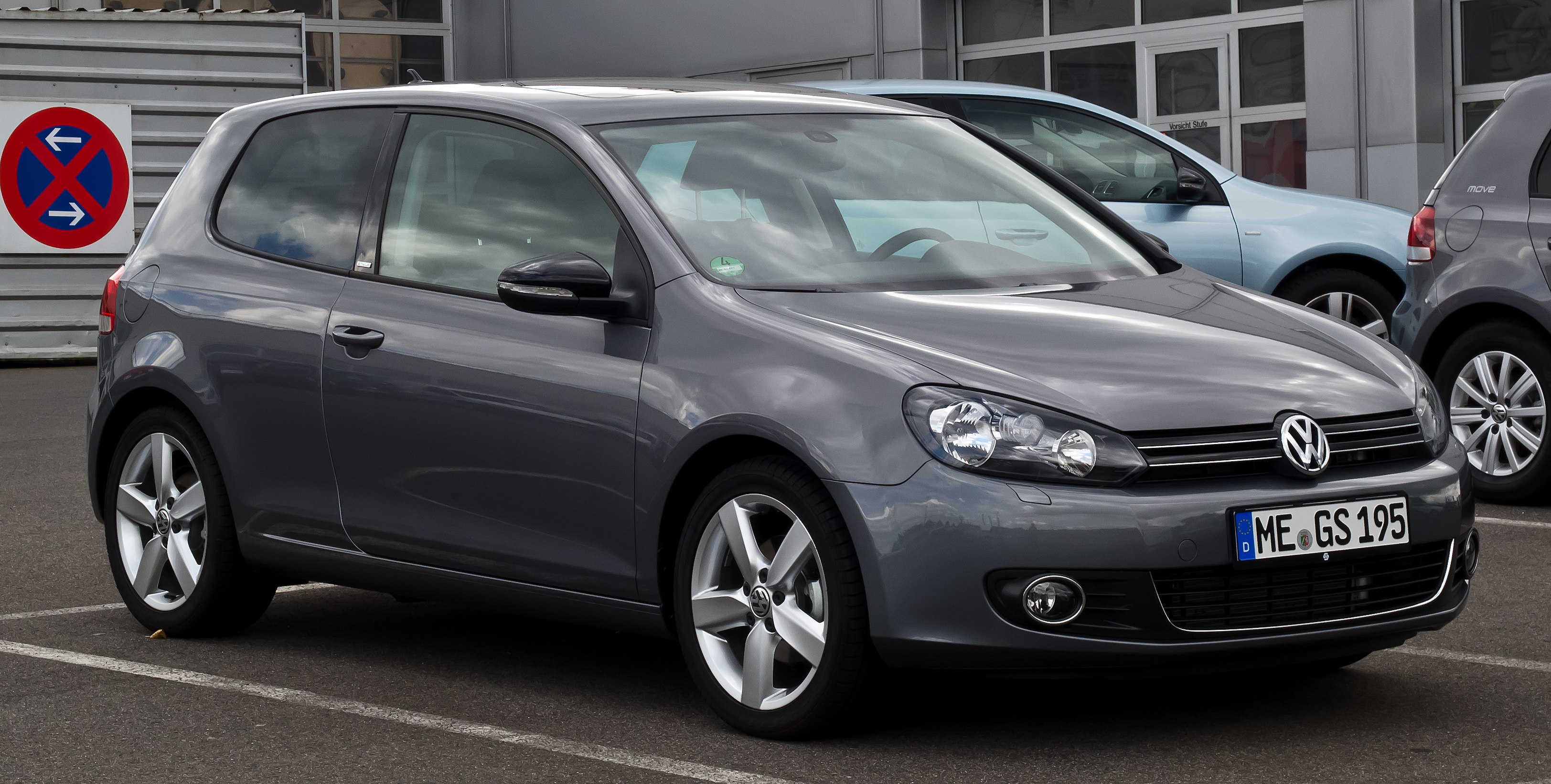
VW Golf STYLE (2011)
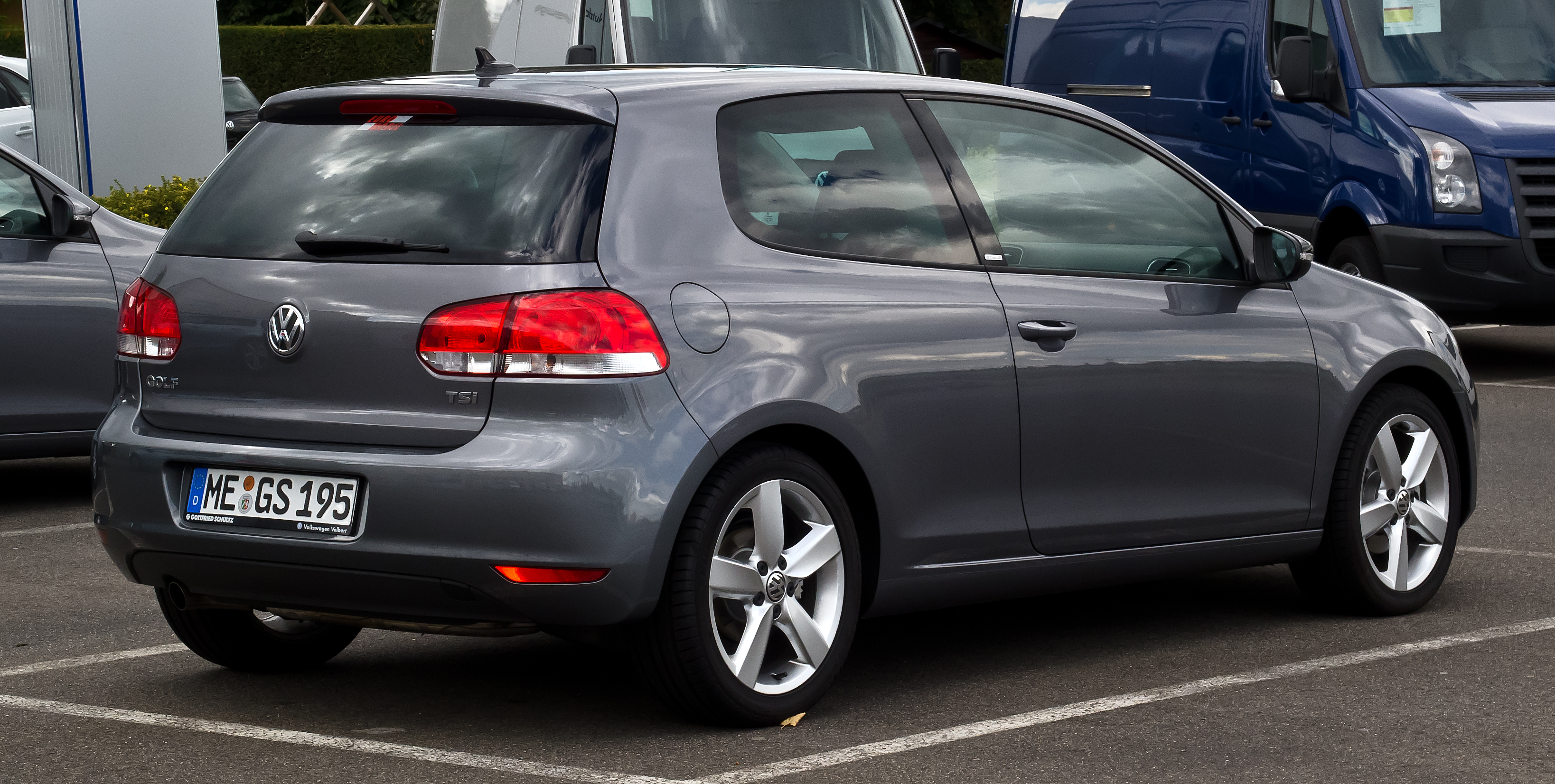
Heckansicht
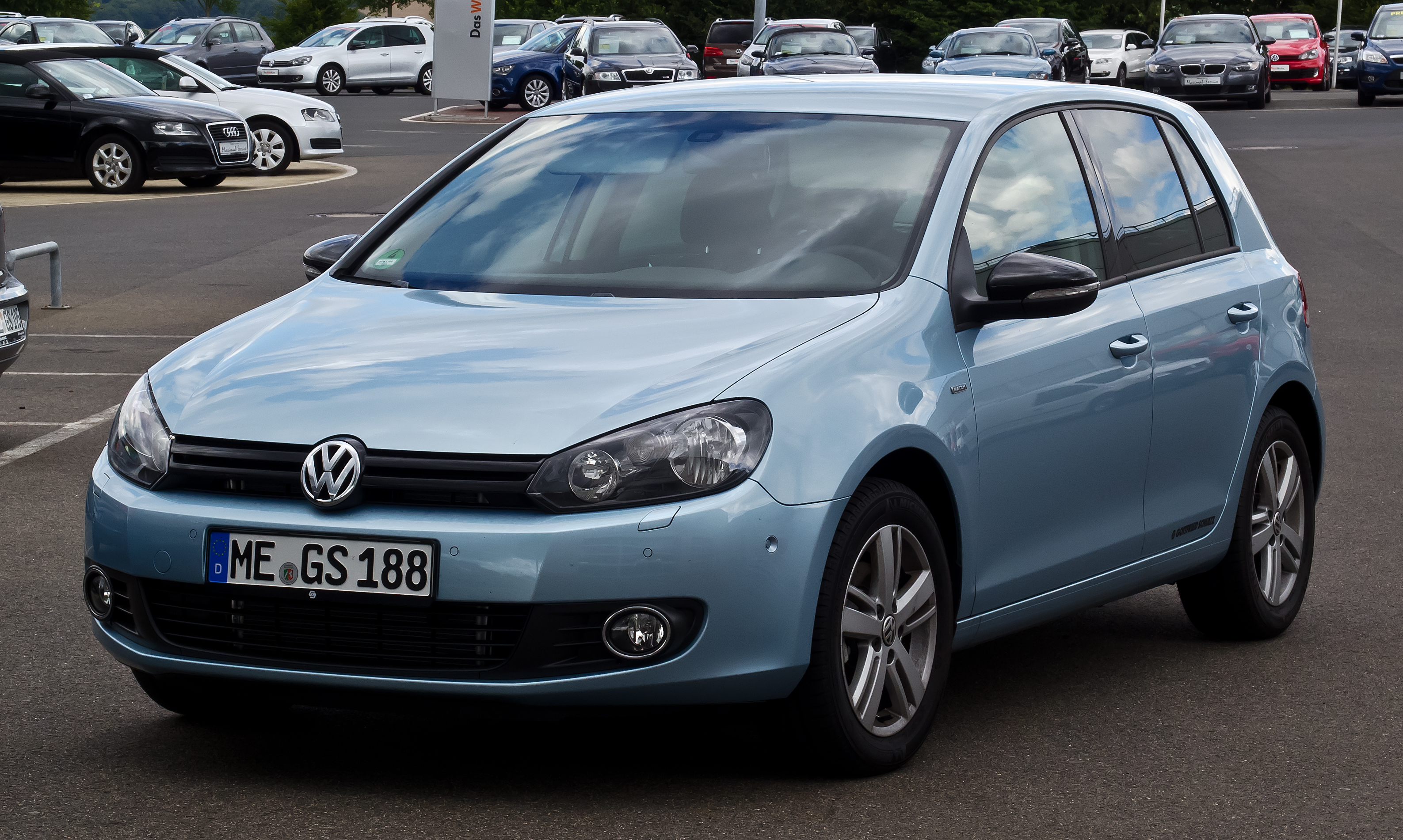
VW Golf MATCH (2011–2012)
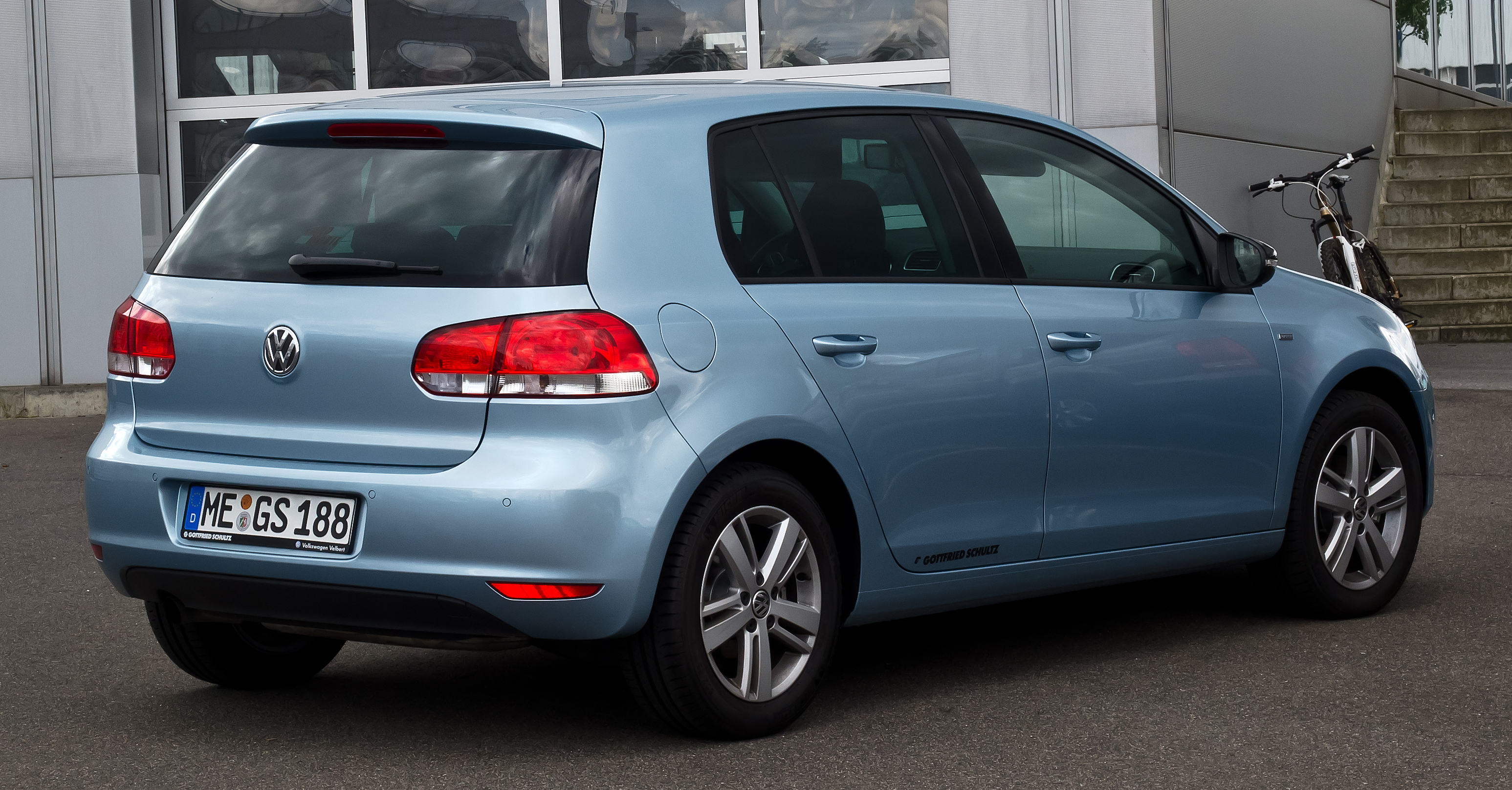
Heckansicht
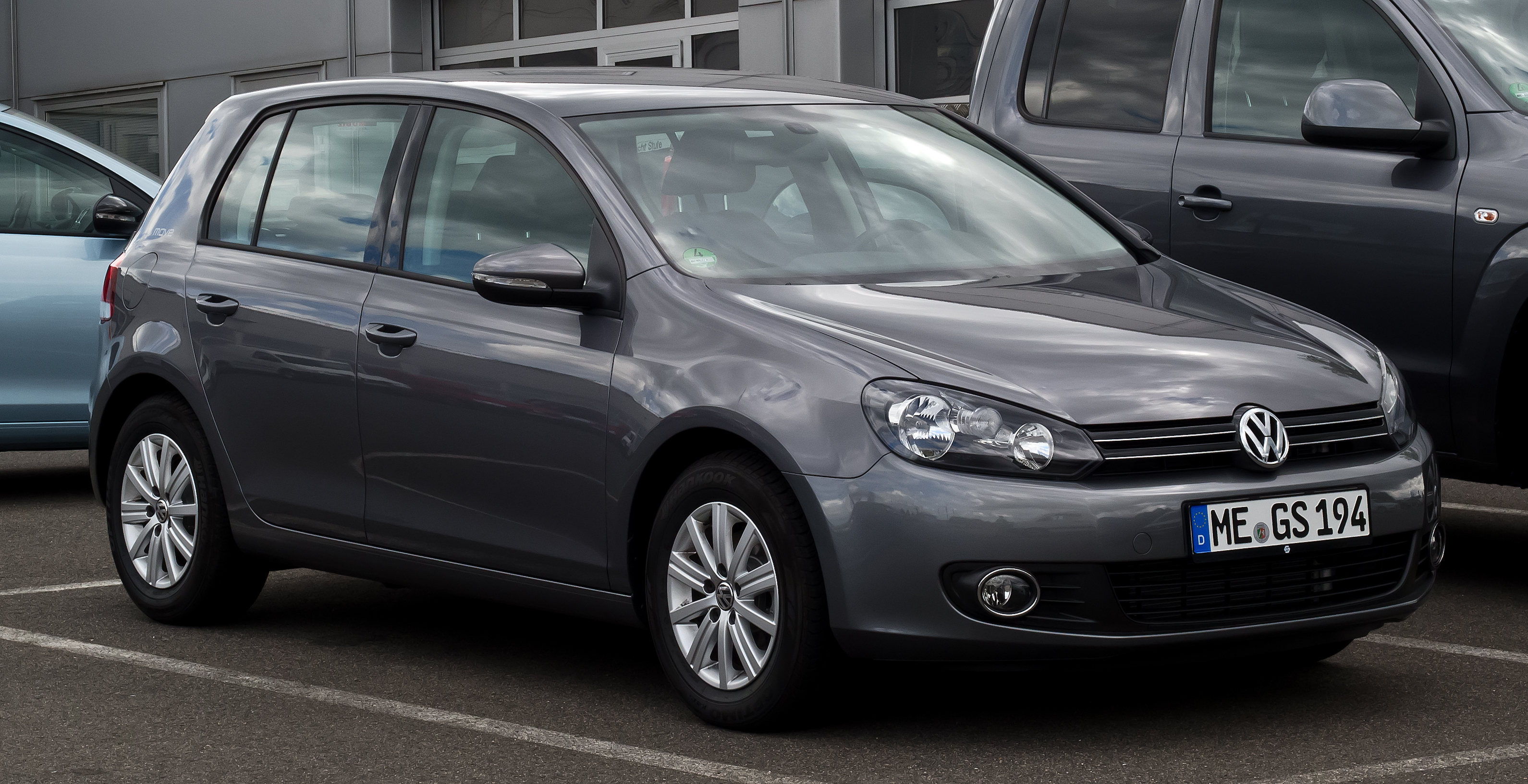
VW Golf move (2011–2012)
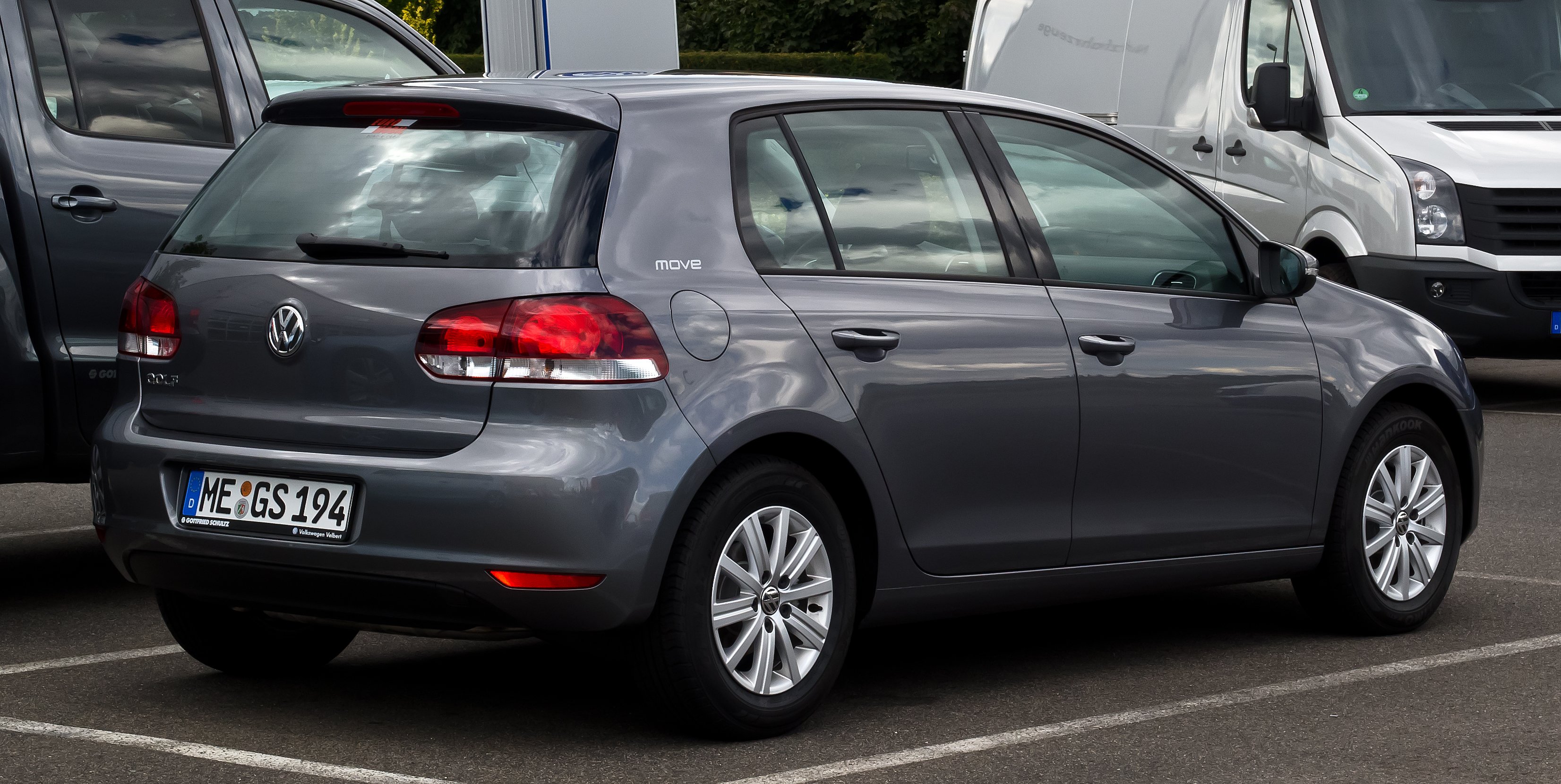
Heckansicht

## Golf R

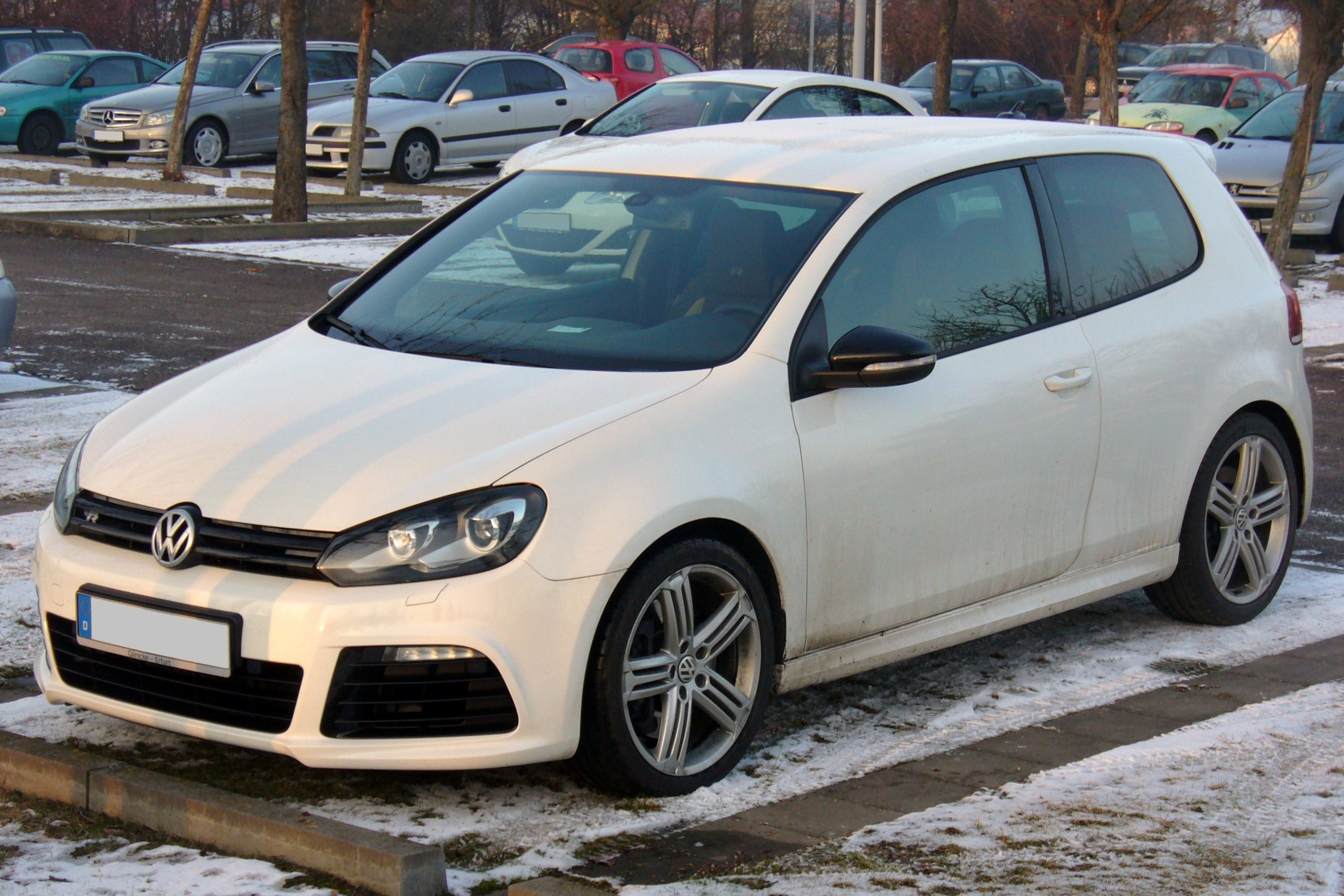
VW Golf VI R 2-türer

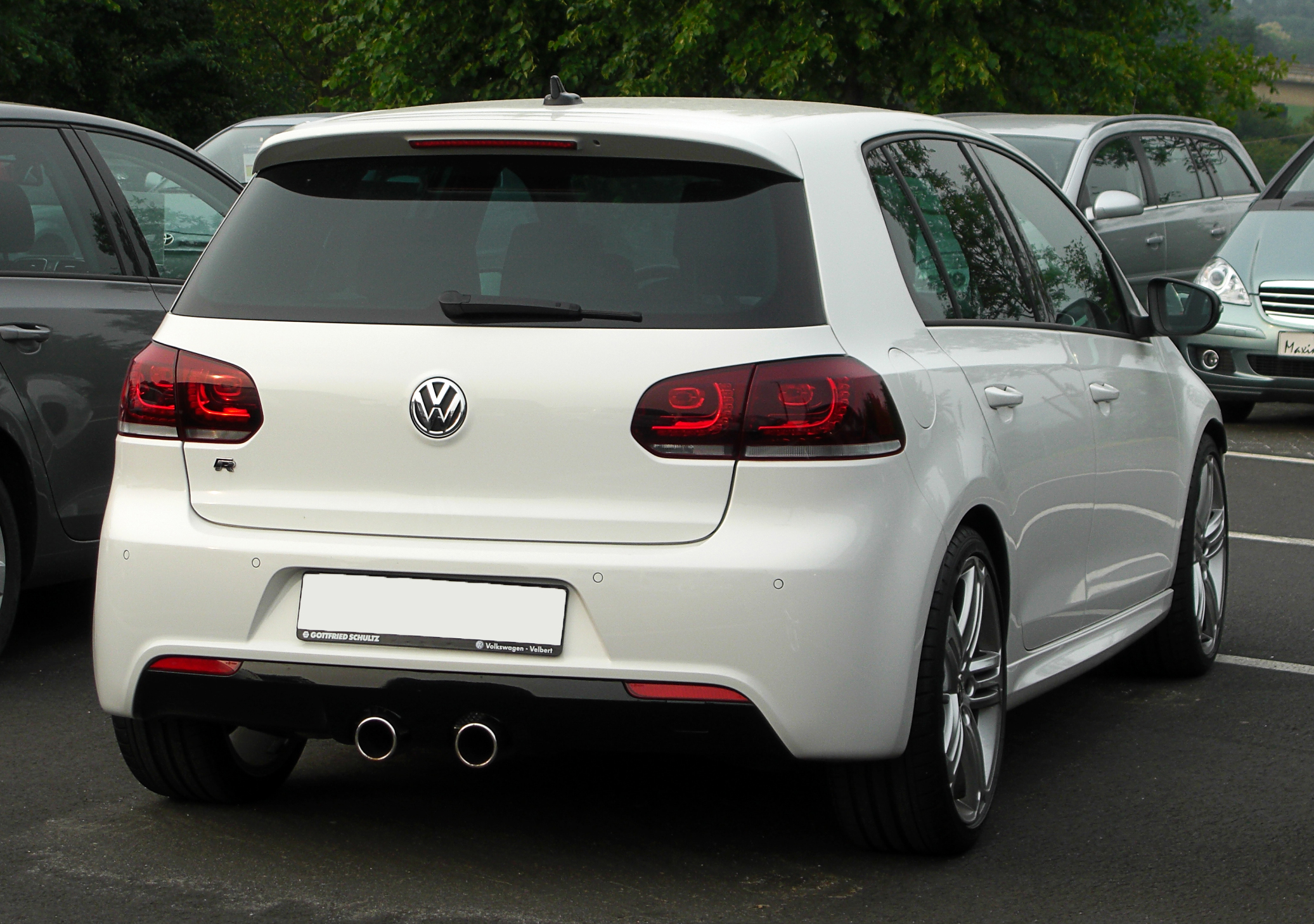
VW Golf VI R 4-türer

Der Golf R wurde als R32 Nachfolger am 15. September 2009 auf der IAA in Frankfurt vorgestellt.
Der Golf R wird von einem 2,0 l FSI-Reihenvierzylinder mit Turbolader angetrieben, der 199 kW (270 PS) bei 6000/min leistet und ein Drehmoment von 350 Nm bei 2500–5000/min erreicht. Der Wagen hat serienmäßig 4Motion (Allradantrieb) der 4. Generation und ist mit 6-Gang-Handschaltung oder wahlweise mit 6-Gang-DSG erhältlich. Er war als Zweitürer oder Viertürer sowie als Cabriolet lieferbar.
Zu der Serienausstattung gehören:
- eigenständige Front mit Bi-Xenon und LED-Tagfahrlicht im Stoßfänger vorn
- Heck mit Doppelrohr-Auspuff und LED-Rückleuchten
- Interieur mit R-Logo und 2-farbigen Sportsitzen, Instrumente mit blauen Zeigern
- Sportfahrwerk mit 25 mm Tieferlegung, ESP mit Sportmodus, 17-Zoll-Bremsanlage
- 18-Zoll-Aluminium Felgen (7,5 J x 18) mit der Bereifung 225/40 R18

## Motoren
Fast alle Motoren erfüllen die Abgasnorm Euro 5; die einzige Ausnahme stellt das Autogas-Modell dar, das anfangs nur den Anforderungen der Euro-4-Norm genügte. Nicht alle Motorisierungen konnten mit allen Ausstattungsvarianten kombiniert werden. Erstmals seit der dritten Generation wurde der Golf nicht mehr als Sechszylinder angeboten, da VW beim aktuellen Golf R zugunsten eines aufgeladenen Vierzylinders auf den VR6-Motor verzichtete.

### Ottomotoren
Für den Golf VI wurden drei 1,4-Liter-Ottomotoren mit 59 kW (80 PS), 90 kW (122 PS) und 118 kW (160 PS) Leistung angeboten. Bei den 90-kW- und 118-kW-Aggregaten handelte es sich um TSI-Motoren mit Benzindirekteinspritzung und Turbolader bzw. Turbolader und Kompressor. Ab März 2009 war der Golf GTI mit einem 2,0-Liter-TSI-Motor mit Turbolader und 155 kW (211 PS) Leistung erhältlich. Ende 2009 wurde außerdem ein ebenfalls mit Turbolader ausgestatteter 1,2-Liter-TSI-Motor mit 77 kW (105 PS) Leistung eingeführt, der mit dem Modelljahr 2011 um eine Variante mit 63 kW (85 PS) ergänzt wurde.
Auf der IAA 2009 wurde der Golf R als Nachfolger des Golf R32 vorgestellt. Das Fahrzeug verfügt über einen 2,0-Liter-TSI Vierzylinder Motor mit Turbolader, der eine maximale Leistung von 199 kW (270 PS) und ein maximales Drehmoment von 350 Nm entwickelt. Das Aggregat stellte damit die bislang stärkste Serien-Motorisierung eines Golf dar.
Im Zuge der Umstellung auf aufgeladene Motoren innerhalb der Marke Volkswagen wurde der ursprünglich erhältliche 1,6-Liter-Ottomotor mit 75 kW (102 PS) Leistung seit dem Modelljahr 2012 nicht mehr angeboten. Den auf dem EA-827-Motorblock basierenden 1,6-Liter-Ottomotor gab es damit nach über 20 Jahren nicht mehr in einem VW Golf. Allerdings wurde der Motorblock noch im BiFuel angeboten. Der 1,4-Liter-Motor mit 59 kW (80 PS) war der letzte Benzinmotor im Golf VI, der noch ohne Turbolader ausgeliefert wurde.
Außerhalb der EU wird der Golf VI mit einem 2,5-Liter-Ottomotor mit fünf Zylindern und 127kW (172 PS) angeboten. Dieser ist im Vergleich zu den moderneren TSI-Motoren weniger sparsam, gilt aber als deutlich robuster; sein durchschnittlicher Verbrauch beträgt 9,1 l/100 km.

### Alternative Kraftstoffe
Seit Anfang 2009 ist der Golf VI in den Ausstattungslinien Trendline und Comfortline mit 1,6-Liter-Ottomotor mit 75 kW (102 PS) Leistung als BiFuel-Variante erhältlich, die mit Benzin oder Autogas betankt werden kann. Das Fahrzeug verfügt hierzu neben dem normalen Kraftstofftank mit 55 Liter Fassungsvermögen über einen 38 Liter großen Autogastank in der Reserveradmulde. Der an die höheren thermischen Belastungen angepasste Motor erfüllt die Euro-5-Abgasnorm und leistet im Autogas-Betrieb 72 kW (98 PS).

### Dieselmotoren
Alle Dieselmotoren arbeiten mit Common-Rail-Einspritzung und sind serienmäßig mit Partikelfilter ausgerüstet.
Der 2,0-Liter-TDI-Motor wird in zwei Varianten angeboten: als Modell mit 103 kW (140 PS) und seit Mai 2009 auch mit 125 kW (170 PS) Leistung. Dieser bislang leistungsstärkste Dieselmotor ist jedoch nur in Kombination mit der Modellvariante GTD erhältlich. Der 2.0 TDI mit 81 kW (110 PS) Leistung wurde 2009 vom 1.6 TDI abgelöst.
Seit Mai 2009 wird ein 1,6-Liter-TDI-Motor mit 66 kW (90 PS) (nur in einige Exportländer) sowie mit 77 kW (105 PS) Leistung angeboten. Letzterer ist wahlweise mit dem BlueMotion-Technology-Paket erhältlich, das den Kraftstoffverbrauch des Fahrzeugs verringern soll. Ebenfalls seit Mai 2009 ist der 2.0 TDI (103 kW) und der 1.6 TDI (77 kW) Variant wahlweise mit 4Motion erhältlich.

Seit Oktober 2009 ist zudem der auf dem gleichen 1.6 TDI Motor basierende Golf BlueMotion erhältlich, bei dem unter anderem mithilfe einer Start-Stopp-Automatik und der Bremsenergierückgewinnung (Rekuperationsbremse) der Normverbrauch weiter verringert wird.

## Golf Blue-e-Motion
Die Fahrzeuge der Testflotte Elektromobilität von Volkswagen sind 4-türige Golf, die allein von einem permanenterregten Synchronmotor angetrieben werden. Mit einem Gewicht von 1455 kg ist er 200 kg schwerer als ein gleich starker Diesel-Golf mit TDI-Motor. Der Lithium-Ionen-Akku mit 324 Volt Spannung und einer Speicherkapazität von 26,5 kWh besteht aus 180 Zellen in 30 Paketen, die unter dem Kofferraum (275 Liter Nutzvolumen), unter der Rückbank sowie im Mitteltunnel eingebaut sind. Für einen konstanten Wärmehaushalt sorgt eine separate Kühlung. Über zwei Steckdosen hinter dem „Tankdeckel“ und dem VW-Emblem im Kühlergrill lässt sich der Akkumulator am 230-Volt-Niederspannungsnetz laden. Beim Bremsen wird – in drei Stufen wählbar – kinetische Energie wieder in elektrische umgewandelt (Rekuperation), um die Reichweite zu erhöhen. Solarzellen auf dem Dach laden den Akkumulator zusätzlich auf und versorgen im Stand die Fahrzeuglüftung zur Kühlung des Innenraums. Die Wagen haben eine heizbare Frontscheibe und Sitzheizung. Das Modell soll 2014 auf Basis des Golf VII angeboten werden.

### Fahrleistungen
Der Motor mit 85 kW (115 PS) maximaler Leistung (50 kW/68 PS Dauerleistung) hat ein Drehmoment von 270 Newtonmeter (N m). Der Wagen kann mit einer Akkuladung bis zu 150 km weit fahren. Wird die maximale Reichweite gewünscht, fährt der Wagen mit maximal 60 kW (82 PS), das Spitzentempo wird begrenzt und Nebenverbraucher wie die Klimaanlage werden abgeregelt. Bei voller Leistung beträgt die Höchstgeschwindigkeit 135 km/h und die Beschleunigung von 0 auf 100 km/h liegt bei 11,8 s.

## Golf Variant
Der Golf VI Variant nutzte wie der Golf VI weiterhin die Plattform PQ35, auf der bereits der Golf V (Limousine und Variant) basierte. Er kam Mitte Mai 2009 auf den Markt und wurde mit neun verschiedenen Motorvarianten angeboten.
Im April 2013 wurde die Produktion des Golf VI Variant eingestellt.

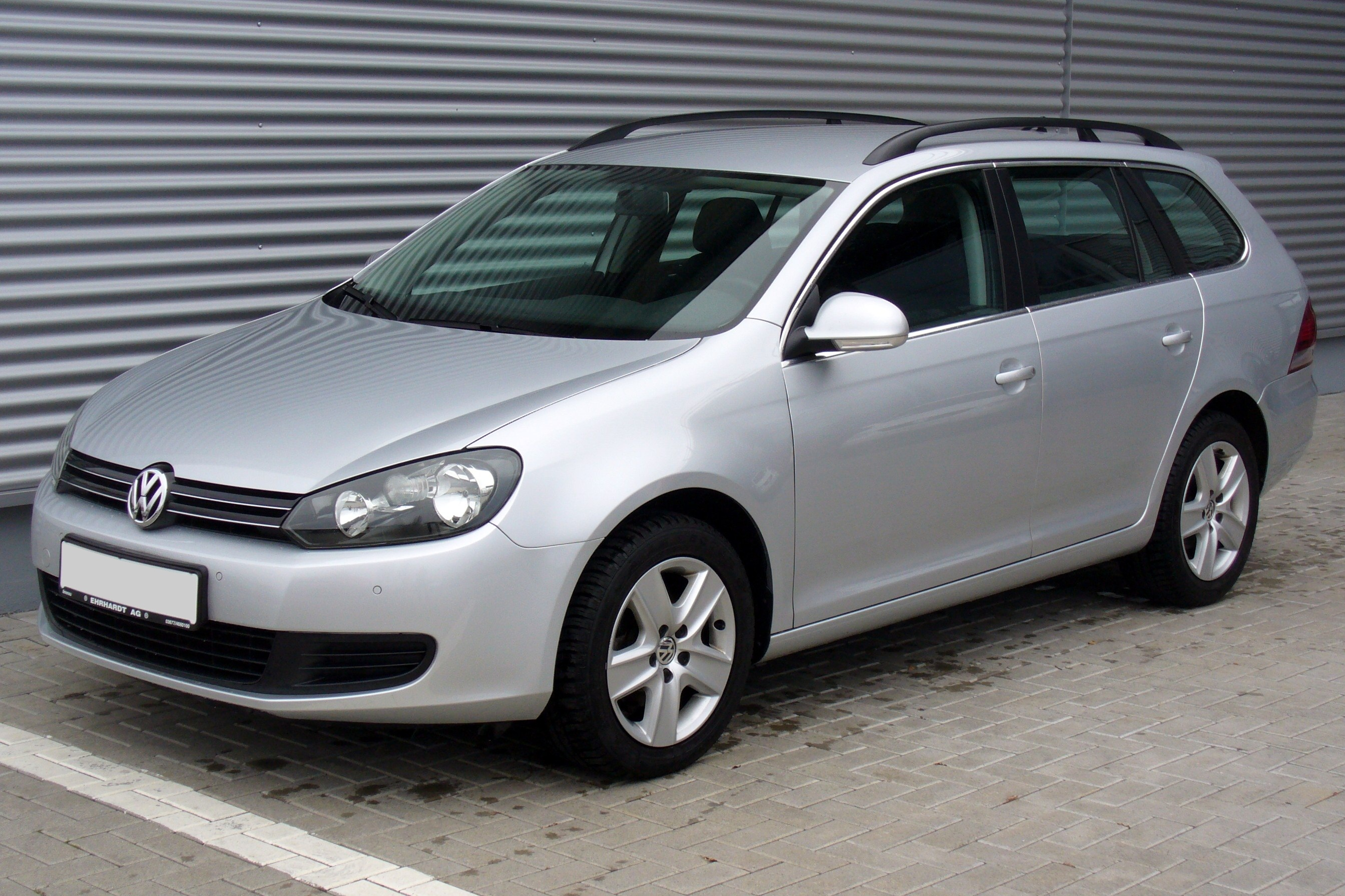
VW Golf Variant (2009–2013)
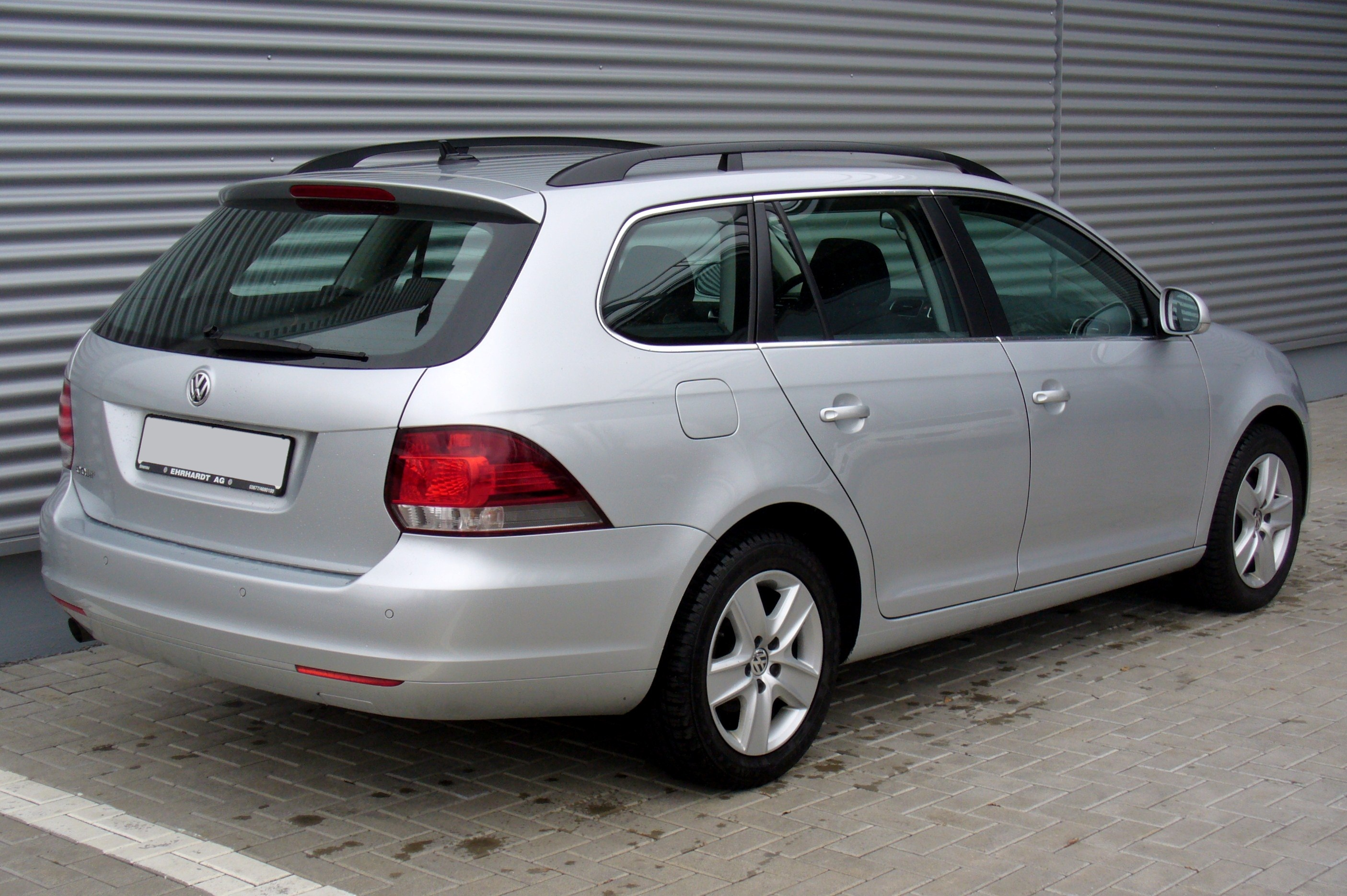
Heckansicht
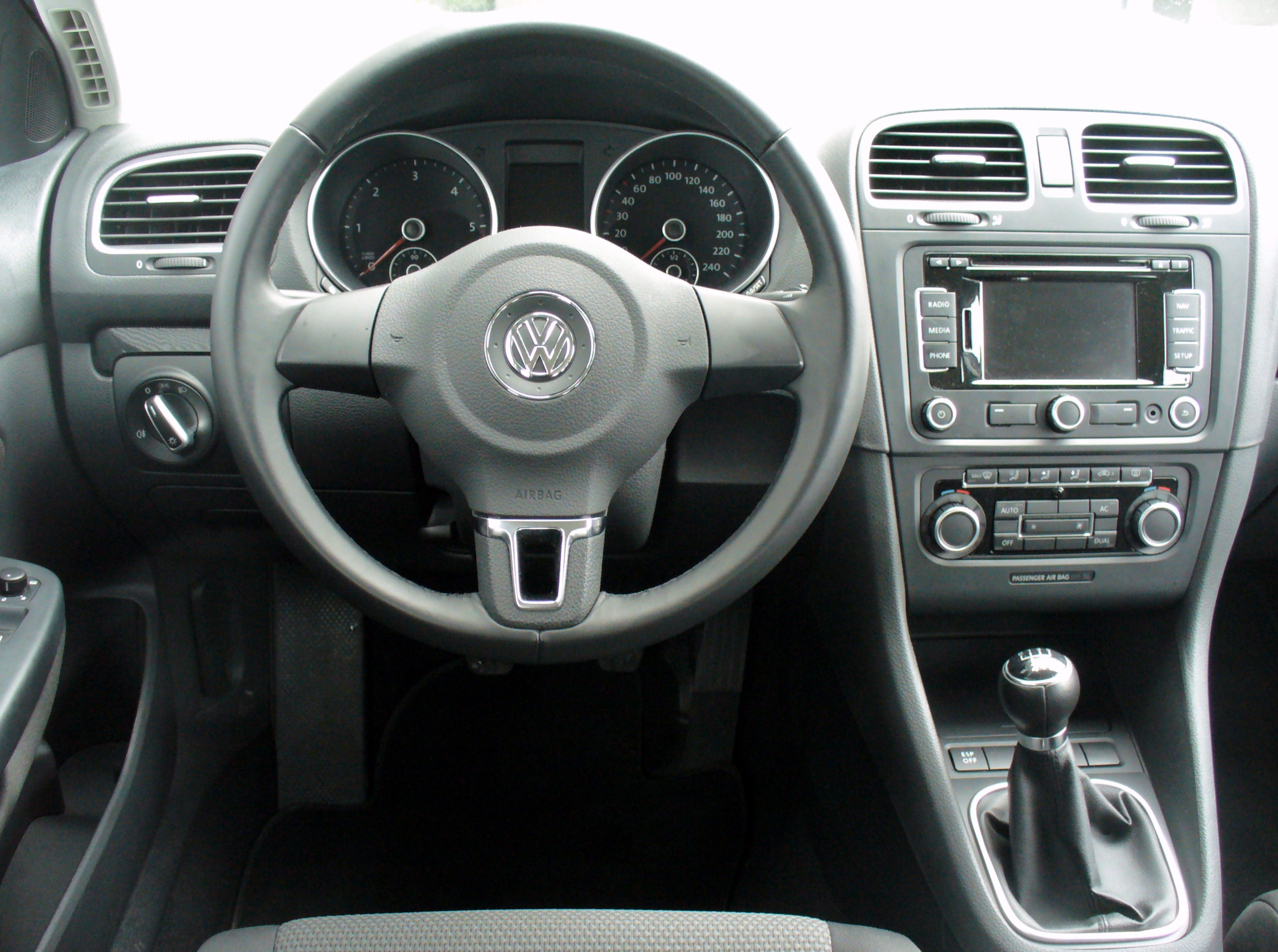
Cockpit

## Golf Cabrio
Das Golf VI Cabrio war zwischen Juni 2011 und März 2016 auf dem Markt, es wurde bei Volkswagen Osnabrück (ehemals Karmann) gebaut und bisher mit fünf verschiedenen Motorvarianten angeboten: den Ottomotoren 1,2-Liter-TSI (105 PS) und 1,4-Liter-TSI (122 und 160 PS) sowie TDI-Dieselmotoren mit 1,6 Liter (105 PS) und 2,0 Liter (140 PS). Seit April 2012 war zudem ein 2,0-Liter-TSI (210 PS) als Golf Cabrio GTI verfügbar. Und seit Februar 2013 das Spitzenmodell Golf R Cabrio mit 2,0-Liter-TSI 195 kW (265 PS).

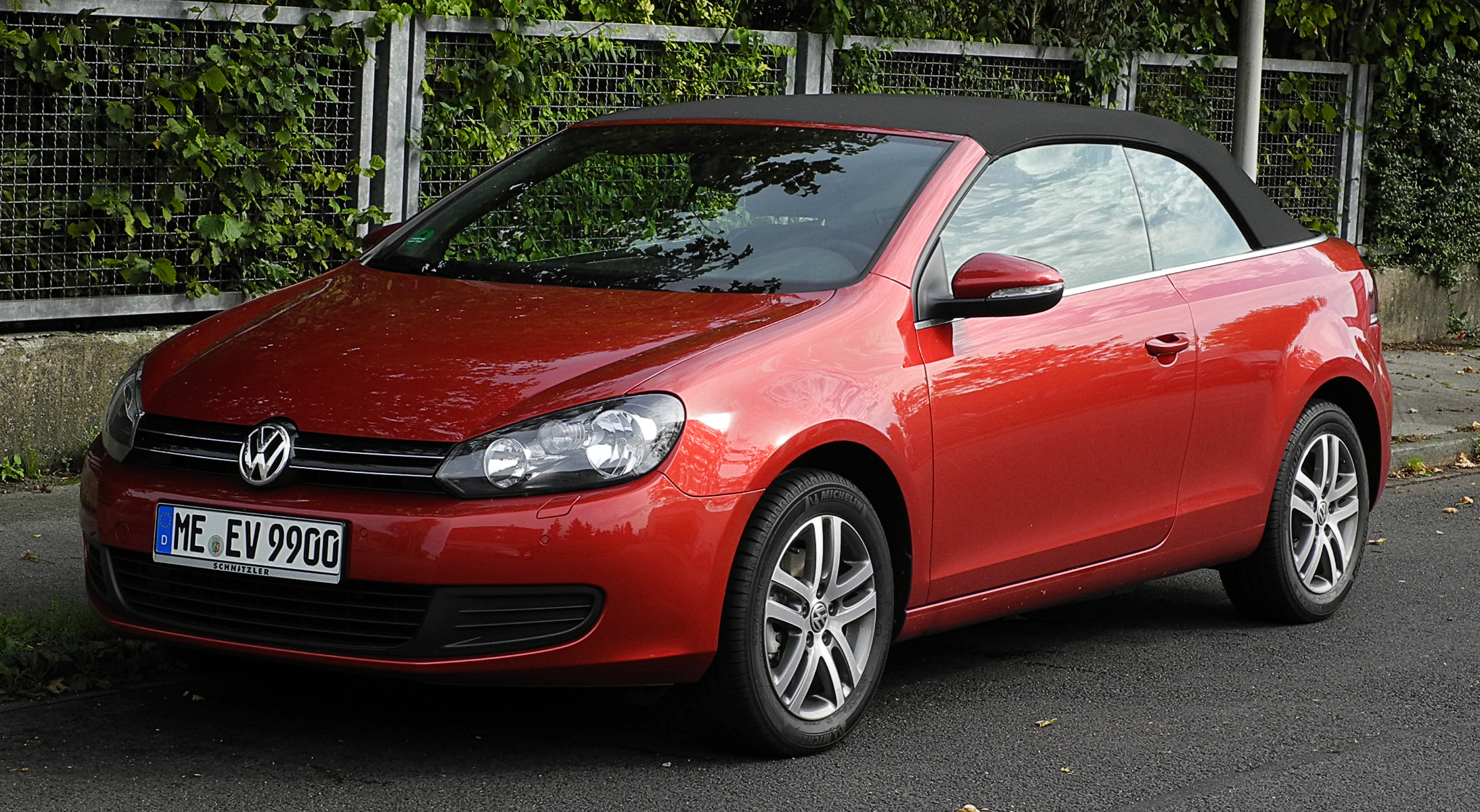
VW Golf Cabrio (2011–2016)
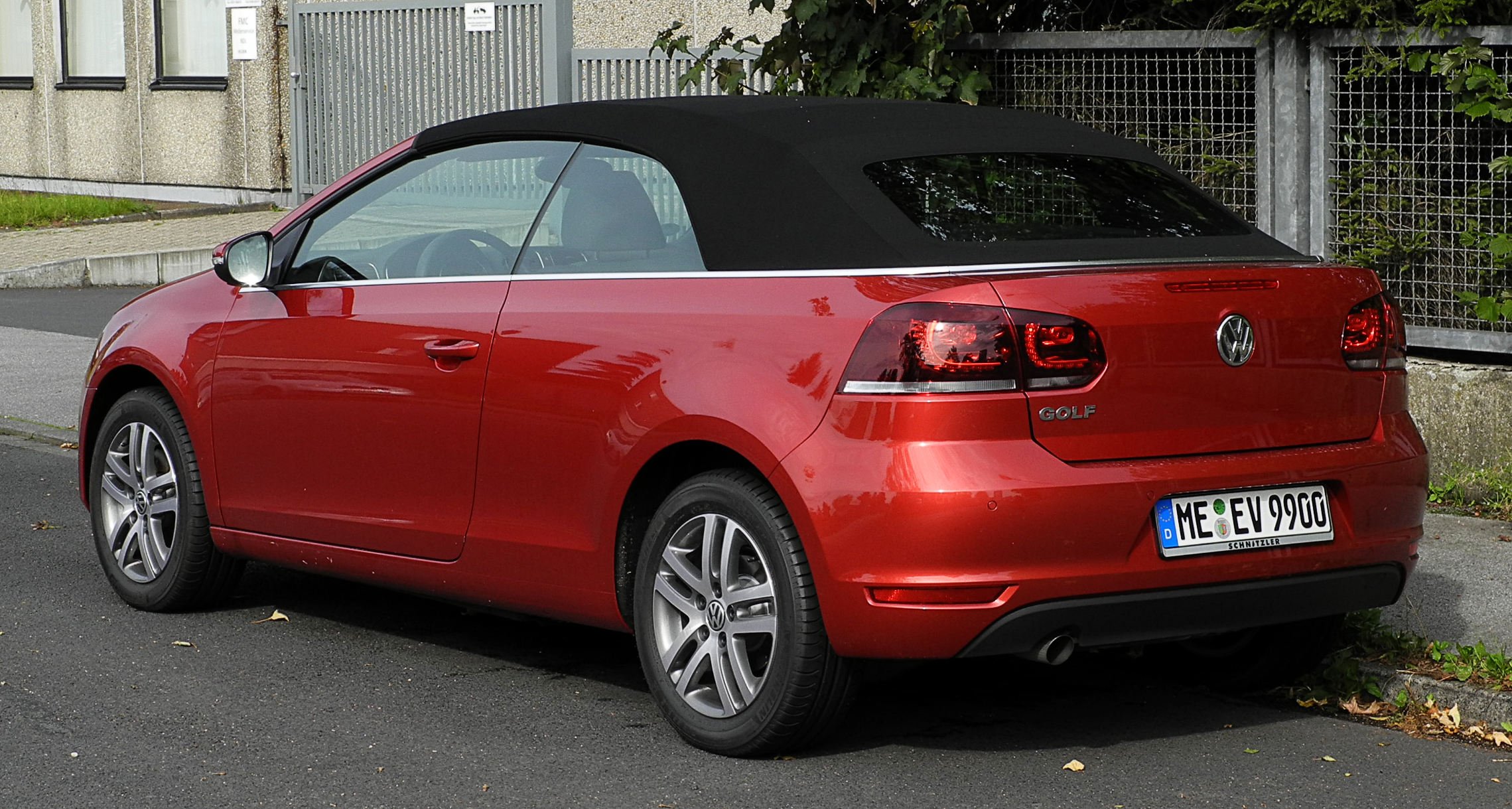
Heckansicht

## Technische Daten

### Ottomotoren
|                                                       | 1.4                   | 1.2 TSI               | 1.6                   | 1.2 TSI               | 1.2 TSI BlueMotion Technology | 1.4 TSI               | 1.4 TSI                | 1.8 T (Aktionsmodell)     | GTI                       | GTI „Edition 35“          | R                     | 1.6 BiFuel                                              | 2.5                                           |
| ----------------------------------------------------- | --------------------- | --------------------- | --------------------- | --------------------- | ----------------------------- | --------------------- | ---------------------- | ------------------------- | ------------------------- | ------------------------- | --------------------- | ------------------------------------------------------- | --------------------------------------------- |
| Bauzeitraum                                           | 10/2008–04/2013       | 06/2010–10/2012       | 10/2008–04/2010       | 11/2009–03/2012       | 11/2009–03/2012               | 10/2008–03/2012       | 10/2008–03/2012        | 06/2009–09/2010           | 03/2009–03/2012           | 05/2011–11/2012           | 12/2009–10/2012       | 03/2009–10/2012                                         |                                               |
| Motorbaureihe                                         | VW EA111              | VW EA111              | VW EA113              | VW EA111              | VW EA111                      | VW EA111              | VW EA111               | VW EA888                  | VW EA888                  | VW EA113                  | VW EA113              | VW EA113                                                |                                               |
| Motorkennbuchstaben                                   | CGGA                  | CBZA, CBZB            | BSE, BSF, CCSA        | CBZB                  | CBZB                          | CAXA                  | CAVD                   | CDAA                      | CCZB                      | CDLG                      | CDLF                  | CHGA                                                    | BGQ,CBUA,CBTA                                 |
| Motorbauart und Zylinderanzahl                        | R4-Ottomotor          | R4-Ottomotor          | R4-Ottomotor          | R4-Ottomotor          | R4-Ottomotor                  | R4-Ottomotor          | R4-Ottomotor           | R4-Ottomotor              | R4-Ottomotor              | R4-Ottomotor              | R4-Ottomotor          | R4-Ottomotor                                            | R5-Ottomotor                                  |
| Nockenwellenantrieb                                   | Zahnriemen            | Steuerkette           | Zahnriemen            | Steuerkette           | Steuerkette                   | Steuerkette           | Steuerkette            | Steuerkette               | Steuerkette               | Zahnriemen                | Zahnriemen            | Zahnriemen                                              | Steuerkette                                   |
| Motoraufladung                                        | –                     | Turbolader            | –                     | Turbolader            | Turbolader                    | Turbolader            | Turbolader, Kompressor | Turbolader                | Turbolader                | Turbolader                | Turbolader            | –                                                       | -                                             |
| Ventile                                               | 16                    | 8                     | 8                     | 8                     | 8                             | 16                    | 16                     | 16                        | 16                        | 16                        | 16                    | 8                                                       | 20                                            |
| Hubraum                                               | 1390 cm³              | 1197 cm³              | 1595 cm³              | 1197 cm³              | 1197 cm³                      | 1390 cm³              | 1390 cm³               | 1798 cm³                  | 1984 cm³                  | 1984 cm³                  | 1984 cm³              | 1595 cm³                                                | 2480 cm³                                      |
| max. Leistung bei 1/min                               | 59 kW (80 PS) 5000    | 63 kW (86 PS) 4800    | 75 kW (102 PS) 5600   | 77 kW (105 PS) 5000   | 77 kW (105 PS) 5000           | 90 kW (122 PS) 5000   | 118 kW (160 PS) 5800   | 118 kW (160 PS) 4500–6200 | 155 kW (211 PS) 5300–6200 | 173 kW (235 PS) 5500–6300 | 199 kW (270 PS) 6000  | Benzin: 75 kW (102 PS) 5600 Autogas: 72 kW (98 PS) 5600 | 127 kW (172 PS)                               |
| max. Drehmoment bei 1/min                             | 132 Nm 3800           | 160 Nm 1500–3500      | 148 Nm 3800           | 175 Nm 1550–4100      | 175 Nm 1550–4100              | 200 Nm 1500–4000      | 240 Nm 1500–4500       | 250 Nm 1500–4500          | 280 Nm 1700–5200          | 300 Nm 2200–5500          | 350 Nm 2500–5000      | 148/144 Nm 3800                                         | 240 Nm 4250                                   |
| Antrieb, serienmäßig                                  | Front                 | Front                 | Front                 | Front                 | Front                         | Front                 | Front                  | Front                     | Front                     | Front                     | Allrad (4Motion)      | Front                                                   | Front                                         |
| Getriebe, serienmäßig                                 | 5-Gang-Schaltgetriebe | 5-Gang-Schaltgetriebe | 5-Gang-Schaltgetriebe | 6-Gang-Schaltgetriebe | 6-Gang-Schaltgetriebe         | 6-Gang-Schaltgetriebe | 6-Gang-Schaltgetriebe  | 6-Gang-Schaltgetriebe     | 6-Gang-Schaltgetriebe     | 6-Gang-Schaltgetriebe     | 6-Gang-Schaltgetriebe | 5-Gang-Schaltgetriebe                                   | 5-Gang-Schaltgetriebe 6-Stufen-Wandlerautomat |
| Getriebe, optional                                    | –                     | 7-Gang-DSG            | 7-Gang-DSG            | 7-Gang-DSG            | 7-Gang-DSG                    | 7-Gang-DSG            | 7-Gang-DSG             | 7-Gang-DSG                | 6-Gang-DSG                | 6-Gang-DSG                | 6-Gang-DSG            | –                                                       |                                               |
| Höchstgeschwindigkeit, km/h, [mit DSG]                | 172                   | 178                   | 188                   | 190                   | 190                           | 200                   | 220                    | 220                       | 240 [238]                 | 247 [246]                 | 250                   | 188 mit Autogas: 185                                    | 209 (el. begrenzt)                            |
| Beschleunigung, 0–100 km/h in s, [mit DSG]            | 13,9                  | 12,3                  | 11,3                  | 10,6                  | 10,5                          | 9,5                   | 8,0                    | 8,0                       | 6,9                       | 6,6                       | 5,7 [5,5]             | 11,9 mit Autogas: 12,1                                  | 7,6                                           |
| Kraftstoffverbrauch kombiniert in l/100 km, [mit DSG] | 6,4                   | 5,5 [5,8]             | 7,1 [6,7]             | 5,7 [5,8]             | 5,2 [5,3]                     | 6,2 [6,0]             | 6,3 [6,0]              | 6,8 [6,6]                 | 7,3 [7,4]                 | 8,1 [8,0]                 | 8,5 [8,4]             | 7,1 (9,2 Autogas)                                       | 9,1                                           |
| CO2-Emission in g/km, kombiniert, [mit DSG]           | 149                   | 129 [134]             | 166 [157]             | 134                   | 121                           | 144 [138]             | 145 [139]              | 159 [155]                 | 170 [173]                 | 189 [185]                 | 199 [195]             | 169 Autogas: 149                                        |                                               |
| Abgasnorm nach EU-Klassifikation                      | Euro 5                | Euro 5                | Euro 5                | Euro 5                | Euro 5                        | Euro 5                | Euro 5                 | Euro 5                    | Euro 5                    | Euro 5                    | Euro 5                | Euro 4                                                  |                                               |

### Dieselmotoren
|                                                       | 1.6 TDI (1)                                                | 1.6 TDI                                                    | 1.6 TDI BlueMotion Technology                              | 1.6 TDI BlueMotion                                         | 2.0 TDI                                                    | 2.0 TDI (119g) (3)                                         | 2.0 TDI                                                    | 2.0 TDI 4Motion                                            | GTD                                                        |
| ----------------------------------------------------- | ---------------------------------------------------------- | ---------------------------------------------------------- | ---------------------------------------------------------- | ---------------------------------------------------------- | ---------------------------------------------------------- | ---------------------------------------------------------- | ---------------------------------------------------------- | ---------------------------------------------------------- | ---------------------------------------------------------- |
| Bauzeitraum                                           | 05/2009–04/2013                                            | 05/2009–10/2012                                            | 06/2009–10/2012                                            | 10/2009–03/2012                                            | 10/2008–06/2009                                            | 10/2008–06/2009                                            | 10/2008–03/2012                                            | 10/2008–10/2012                                            | 05/2009–10/2012                                            |
| Motorbaureihe                                         | VW EA189                                                   | VW EA189                                                   | VW EA189                                                   | VW EA189                                                   | VW EA189                                                   | VW EA189                                                   | VW EA189                                                   | VW EA189                                                   | VW EA189                                                   |
| Motorkennbuchstaben                                   | CAYB                                                       | CAYC                                                       | CAYC                                                       | CAYC                                                       | CBDC, CLCA, CUUA                                           | CBDC, CLCA, CUUA                                           | CBAB, CFFB, CJAA, CFHC                                     | CBAB, CFFB, CJAA, CFHC                                     | CBBB, CFGB                                                 |
| Motorbauart und Zylinderanzahl                        | R4-Dieselmotor mit Common-Rail-Einspritzung und Zahnriemen | R4-Dieselmotor mit Common-Rail-Einspritzung und Zahnriemen | R4-Dieselmotor mit Common-Rail-Einspritzung und Zahnriemen | R4-Dieselmotor mit Common-Rail-Einspritzung und Zahnriemen | R4-Dieselmotor mit Common-Rail-Einspritzung und Zahnriemen | R4-Dieselmotor mit Common-Rail-Einspritzung und Zahnriemen | R4-Dieselmotor mit Common-Rail-Einspritzung und Zahnriemen | R4-Dieselmotor mit Common-Rail-Einspritzung und Zahnriemen | R4-Dieselmotor mit Common-Rail-Einspritzung und Zahnriemen |
| Motoraufladung                                        | Turbolader mit variabler Turbinengeometrie (VTG)           | Turbolader mit variabler Turbinengeometrie (VTG)           | Turbolader mit variabler Turbinengeometrie (VTG)           | Turbolader mit variabler Turbinengeometrie (VTG)           | Turbolader mit variabler Turbinengeometrie (VTG)           | Turbolader mit variabler Turbinengeometrie (VTG)           | Turbolader mit variabler Turbinengeometrie (VTG)           | Turbolader mit variabler Turbinengeometrie (VTG)           | Turbolader mit variabler Turbinengeometrie (VTG)           |
| Ventile                                               | 16                                                         | 16                                                         | 16                                                         | 16                                                         | 16                                                         | 16                                                         | 16                                                         | 16                                                         | 16                                                         |
| Hubraum                                               | 1598 cm³                                                   | 1598 cm³                                                   | 1598 cm³                                                   | 1598 cm³                                                   | 1968 cm³                                                   | 1968 cm³                                                   | 1968 cm³                                                   | 1968 cm³                                                   | 1968 cm³                                                   |
| max. Leistung bei 1/min                               | 66 kW (90 PS) 4200                                         | 77 kW (105 PS) 4400                                        | 77 kW (105 PS) 4400                                        | 77 kW (105 PS) 4400                                        | 81 kW (110 PS) 4100                                        | 81 kW (110 PS) 4100                                        | 103 kW (140 PS) 4200                                       | 103 kW (140 PS) 4200                                       | 125 kW (170 PS) 4200                                       |
| max. Drehmoment bei 1/min                             | 230 Nm 1500–2500                                           | 250 Nm 1500–2500                                           | 250 Nm 1500–2500                                           | 250 Nm 1500–2500                                           | 250 Nm 1750–2500                                           | 250 Nm 1750–2500                                           | 320 Nm 1750–2500                                           | 320 Nm 1750–2500                                           | 350 Nm 1750–2500                                           |
| Antrieb, serienmäßig                                  | Front                                                      | Front                                                      | Front                                                      | Front                                                      | Front                                                      | Front                                                      | Front                                                      | Allrad (4Motion)                                           | Front                                                      |
| Antriebsart, optional                                 | –                                                          | Allrad (4Motion)                                           | –                                                          | –                                                          | –                                                          | –                                                          | –                                                          | –                                                          | –                                                          |
| Getriebe, serienmäßig                                 | 5-Gang-Schaltgetriebe (2)                                  | 5-Gang-Schaltgetriebe (2)                                  | 5-Gang-Schaltgetriebe (2)                                  | 5-Gang-Schaltgetriebe (2)                                  | 5-Gang-Schaltgetriebe                                      | 5-Gang-Schaltgetriebe                                      | 6-Gang-Schaltgetriebe                                      | 6-Gang-Schaltgetriebe                                      | 6-Gang-Schaltgetriebe                                      |
| Getriebe, optional                                    | –                                                          | 7-Gang-DSG                                                 | 7-Gang-DSG                                                 | –                                                          | 6-Gang-DSG                                                 | –                                                          | 6-Gang-DSG                                                 | –                                                          | 6-Gang-DSG                                                 |
| Höchstgeschwindigkeit, km/h                           | 178                                                        | 189                                                        | 190                                                        | 190                                                        | 193 [191]                                                  | 190                                                        | 209 [207]                                                  | 206                                                        | 222 [220]                                                  |
| Beschleunigung, 0–100 km/h in s                       | 12,9                                                       | 11,3 [11,2]                                                | 11,3 [11,2]                                                | 11,3                                                       | 10,7                                                       | 10,7                                                       | 9,3                                                        | 9,4                                                        | 8,1                                                        |
| Kraftstoffverbrauch kombiniert in l/100 km, [mit DSG] | 4,5                                                        | 4,5 [4,7]                                                  | 4,1 [4,2]                                                  | 3,8                                                        | 4,9 [5,3]                                                  | 4,5                                                        | 4,8 [5,3]                                                  | 5,5                                                        | 5,3 [5,6]                                                  |
| CO2-Emission in g/km, kombiniert, [mit DSG]           | 118                                                        | 119 [123]                                                  | 107 [109]                                                  | 99                                                         | 128 [140]                                                  | 119                                                        | 126 [138]                                                  | 145                                                        | 139 [148]                                                  |
| Abgasnorm nach EU-Klassifikation                      | Euro 5                                                     | Euro 5                                                     | Euro 5                                                     | Euro 5                                                     | Euro 5                                                     | Euro 5                                                     | Euro 5                                                     | Euro 5                                                     | Euro 5                                                     |

## Motorsport

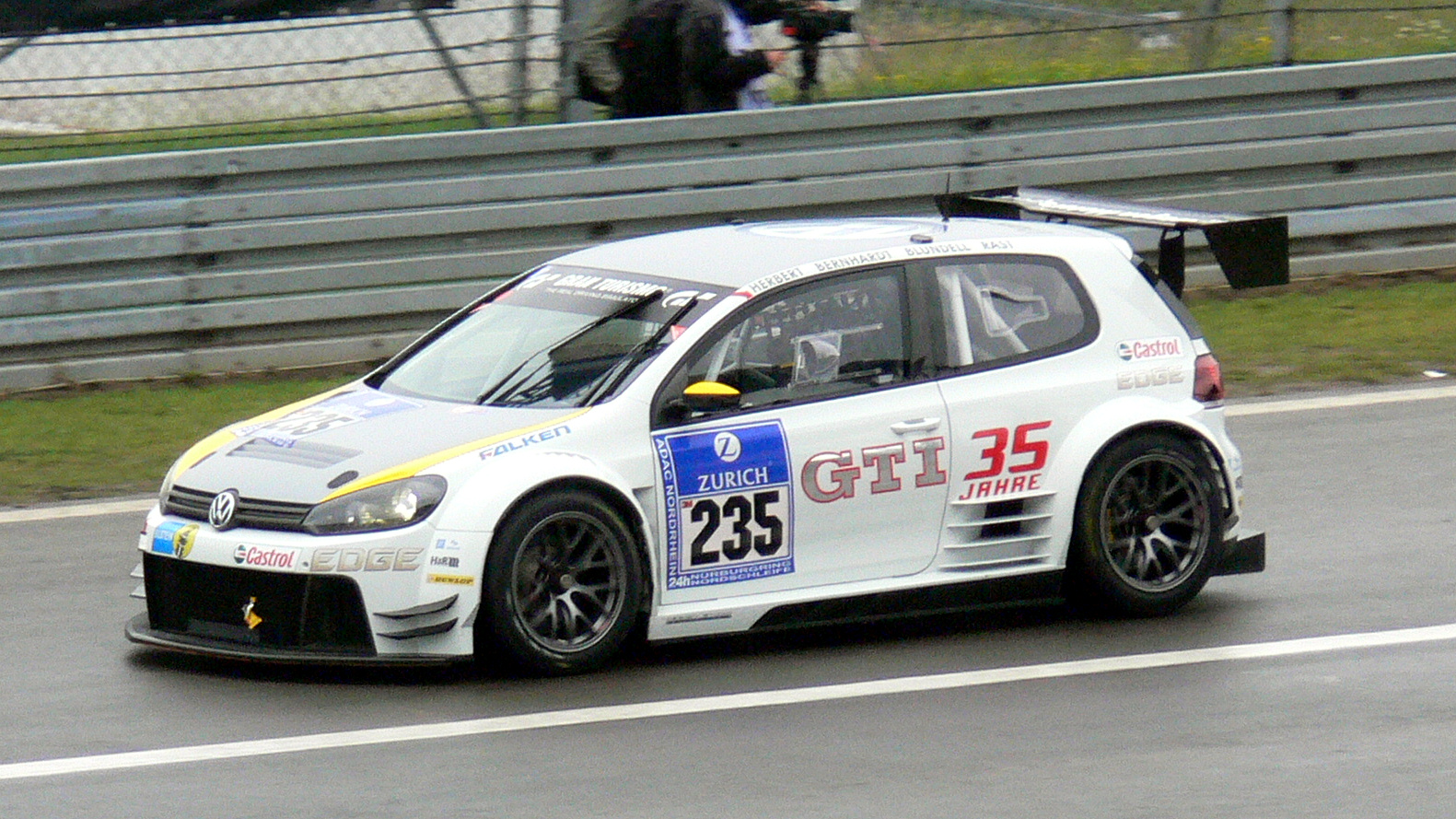
VW Golf24 während des 24-h-Rennens 2011 auf dem Nürburgring

Unter dem Motto 35 Jahre GTI hat VW-Motorsport auf Basis des Golf VI einen Renntourenwagen mit Allradantrieb entwickelt, der beim 24-Stunden-Rennen 2011 auf dem Nürburgring eingesetzt wurde. Dieser Wagen wird werksseitig als VW Golf24 bezeichnet. Er hat einen 2,5-Liter-Fünfzylinder-Turbomotor aus dem Volkswagen-Konzern mit einer Leistung von 324 kW (440 PS). Sein maximales Drehmoment beträgt 540 Nm.

## Auszeichnungen
- 2008: Das Goldene Lenkrad 2008 (Kompaktklasse)
- 2009: Top Safety Pick 2010[21]